# 張文卿
張文卿（1507年—？），字質夫，陝西西安府三原縣人，軍籍，明朝政治人物。

## 生平
嘉靖十三年（1534年）甲午科陝西鄉試第一名舉人。嘉靖十七年（1538年）中式戊戌科會試第一百八名，登第三甲第一百二十一名。官至主事。

## 家族
曾祖張惟孝；祖父張通；父張志聰，母師氏。慈侍下。弟欽卿、思卿。